# ピーター・グリーンズ・フリートウッド・マック
フリートウッド・マック( 原題: Fleetwood Mac )は、イギリスのロックバンド、フリートウッド・マックが1968年に発表したデビューアルバム。イギリスのロンドンで活動していた頃のブルースを主体とした作品であり、ボーカルはピーター・グリーンとセカンド・ギタリストのジェレミー・スペンサーの2人で分けられている。同バンドは1975年にもう一枚のセルフタイトルのアルバム（邦題・ファンタスティック・マック）を発表しているが、同作はロンドンを本拠にブルースロックバンドとして活動していた時代の作品であり、混同しない様に注意が必要である。
後のアルバム『Fleetwood Mac』（1975年）との混乱を避けるため、このアルバムは『ピーター・グリーンズ・フリートウッド・マック』として再発表された。アルバムの拡張版がボックス・セット『ザ・コンプリート・ブルー・ホライズン・セッションズ』に収録されている。

## 収録曲

### オリジナル・トラック盤
1. マイ・ハート・ビート・ライク・ア・ハマー  - My Heart Beat Like a Hammer [S]
2. メリー・ゴー・ランド -  Merry-Go-Round [G]
3. ロング・グレイ・メアー - Long Grey Mare [G]
4. ヘルハウンド・オン・マイ・トレイル - Hellhound on My Trail 
オリジナルはロバート・ジョンソンのカバー
5. シェイク・ユア・マネーメイカー - Shake Your Moneymaker
オリジナルはエルモア・ジェームスのカバー
6. ルッキング・フォー・サムバディ - Looking for Somebody [G]
7. ノー・プレイス・トゥ・ゴー - No Place to Go 
オリジナルはハウリン・ウルフのカバー
8. マイ・ベイビーズ・グッド・トゥ・ミー - My Baby's Good to Me [S]
9. アイ・ラヴド・アナザー・ウーマン - I Loved Another Woman [G]
10. コールド・ブラック・ナイト - Cold Black Night [S]
11. ザ・ワールド・キープ・オン・ターニング - The World Keep On Turning [G]
12. ガット・トゥ・ムーヴ - Got to Move 
オリジナルはエルモア・ジェームスのカバー

### 再発盤
1. マイ・ハート・ビート・ライク・ア・ハマー (テイク2) - My Heart Beat Like a Hammer (Take 2) [S]
2. メリー・ゴー・ランド (テイク2) -  Merry-Go-Round (Take 2) [G]
3. ロング・グレイ・メアー - Long Grey Mare [G]
4. ヘルハウンド・オン・マイ・トレイル  (テイク1) - Hellhound on My Trail (Take 2)
オリジナルはロバート・ジョンソンのカバー
5. シェイク・ユア・マネーメイカー - Shake Your Moneymaker
オリジナルはエルモア・ジェームスのカバー
6. ルッキング・フォー・サムバディ - Looking for Somebody [G]
7. ノー・プレイス・トゥ・ゴー - No Place to Go 
オリジナルはハウリン・ウルフのカバー
8. マイ・ベイビーズ・グッド・トゥ・ミー - My Baby's Good to Me [S]
9. アイ・ラヴド・アナザー・ウーマン - I Loved Another Woman [G]
10. コールド・ブラック・ナイト - Cold Black Night [S]
11. ザ・ワールド・キープ・オン・ターニング - The World Keep On Turning [G]
12. ガット・トゥ・ムーヴ - Got to Move 
オリジナルはエルモア・ジェームスのカバー
13. マイ・ハート・ビート・ライク・ア・ハマー (テイク1) - My Heart Beat Like a Hammer (Take 1) [S]
14. メリー・ゴー・ランド (テイク1) - Merry-Go-Round (Take 1) [G]
15. アイ・ラヴド・アナザー・ウーマン (テイク1,2,3&4) - I Loved Another Woman    (Takes 1,2,3 & 4) [G]
16. アイ・ラヴド・アナザー・ウーマン (テイク5&6)  - I Loved Another Woman (Takes 5 & 6) [G]
17. コールド・ブラック・ナイト (テイク1,2,3,4,5&6) - Cold Black Night (Takes 1,2,3,4,5 & 6)  [S]
18. ユー・アー・ソー・イーヴィル - You're So Evil [S]
19. アイム・カミング・ホーム・トゥ・ステイ - I'm Coming Home To Stay [S]

作詞作曲：
[G]　ピーター・グリーン
[S]　ジェレミー・スペンサー

## 演奏者
- ピーター・グリーン - ボーカル, ギター, ハーモニカ
- ジェレミー・スペンサー - ボーカル, スライドギター
- ジョン・マクヴィー - ベース
- ミック・フリートウッド - ドラム
- ボブ・ブラニング - ベース オン "ロング・グレイ・メアー"